# Upezzinghi
Gli Upezzinghi furono un'antica famiglia pisana, appartenente alla nobiltà feudale medievale.
Il loro blasone viene attualmente utilizzato come stemma ufficiale della Provincia di Pisa.

## Storia
Derivati dai Cadolingi, signori di vasti possedimenti da Fucecchio alle Colline Pisane (abbazia di Morrona, Terricciola; castello di Mazzagamboli, tra Crespina e Usigliano), secondo la leggenda avrebbero avuto antenati comuni con i conti di Lavagna e con gli Obertenghi. 
Le prime notizie della famiglia risalgono al XI secolo quando si accertano i loro possedimenti nella zona di Calcinaia.
Ugolino della Gherardesca stipulò un trattato di amicizia con Gualtieri degli Upezzinghi nel 1285 e gli confermò i castelli che possedeva nelle Colline Pisane e in Valdera. 

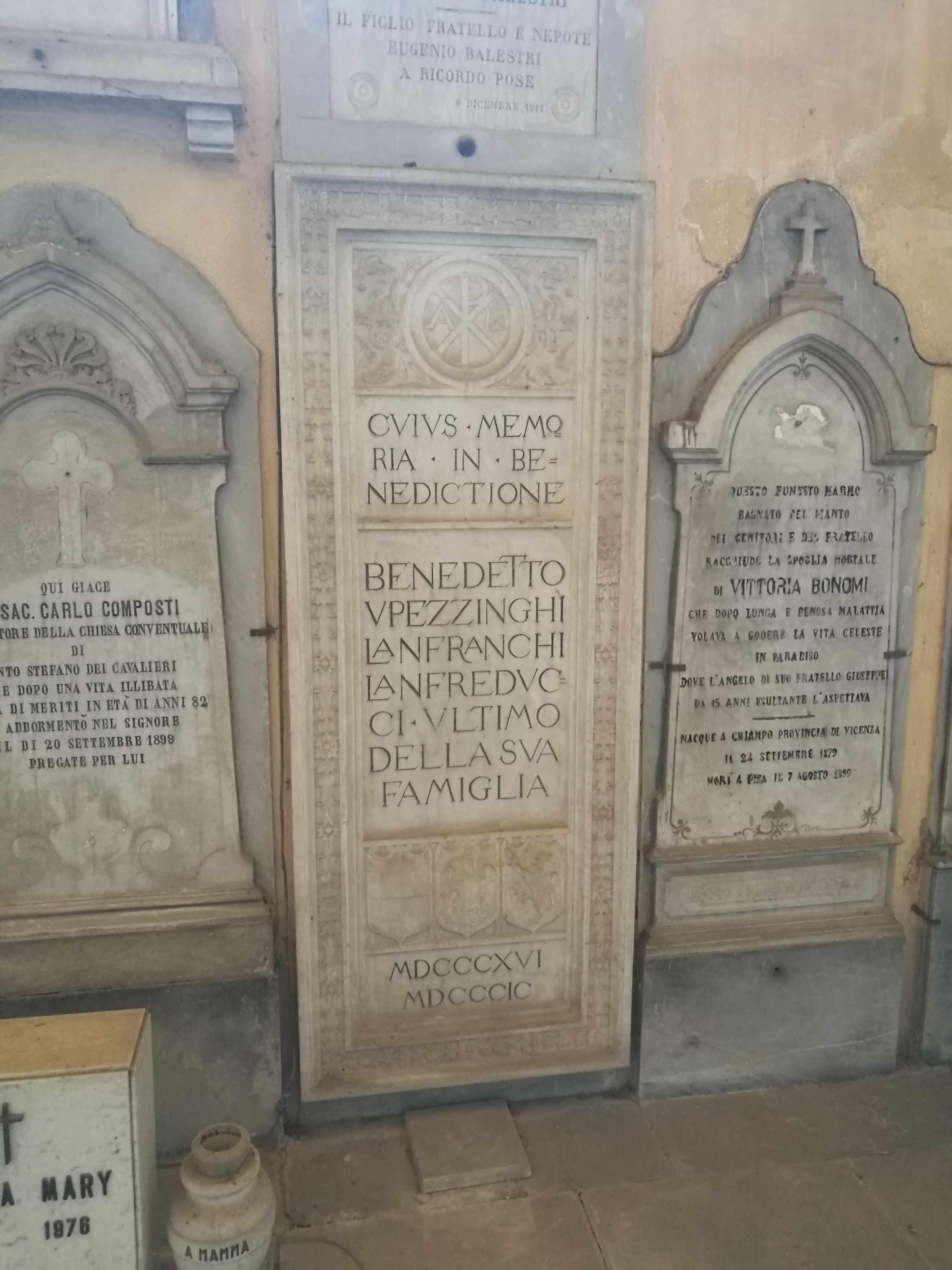
Lapide commemorativa di Benedetto Lanfranchi Lanfreducci Upezzinghi

Sono riferibili alla storia della famiglia alcuni monumenti tuttora visibili quali il palazzo del Rettorato dell'Università di Pisa (con l'ala medievale detta "torre degli Upezzinghi"), i resti della inespugnabile fortezza di Mazzagamboli (sita tra Usigliano e Crespina), il castello dei Vicari di Lari, le chiese parrocchiali di Sant'Ermo e Usigliano e la torre di Caprona, chiamata torre degli Upezzinghi.
Una "via degli Upezzinghi" è stata attivata dall'Associazione culturale "Colline Toscane", che porta a piedi (senza mai toccare l'asfalto) da Lari a Mazzagamboli via Usigliano e Sala di Usigliano

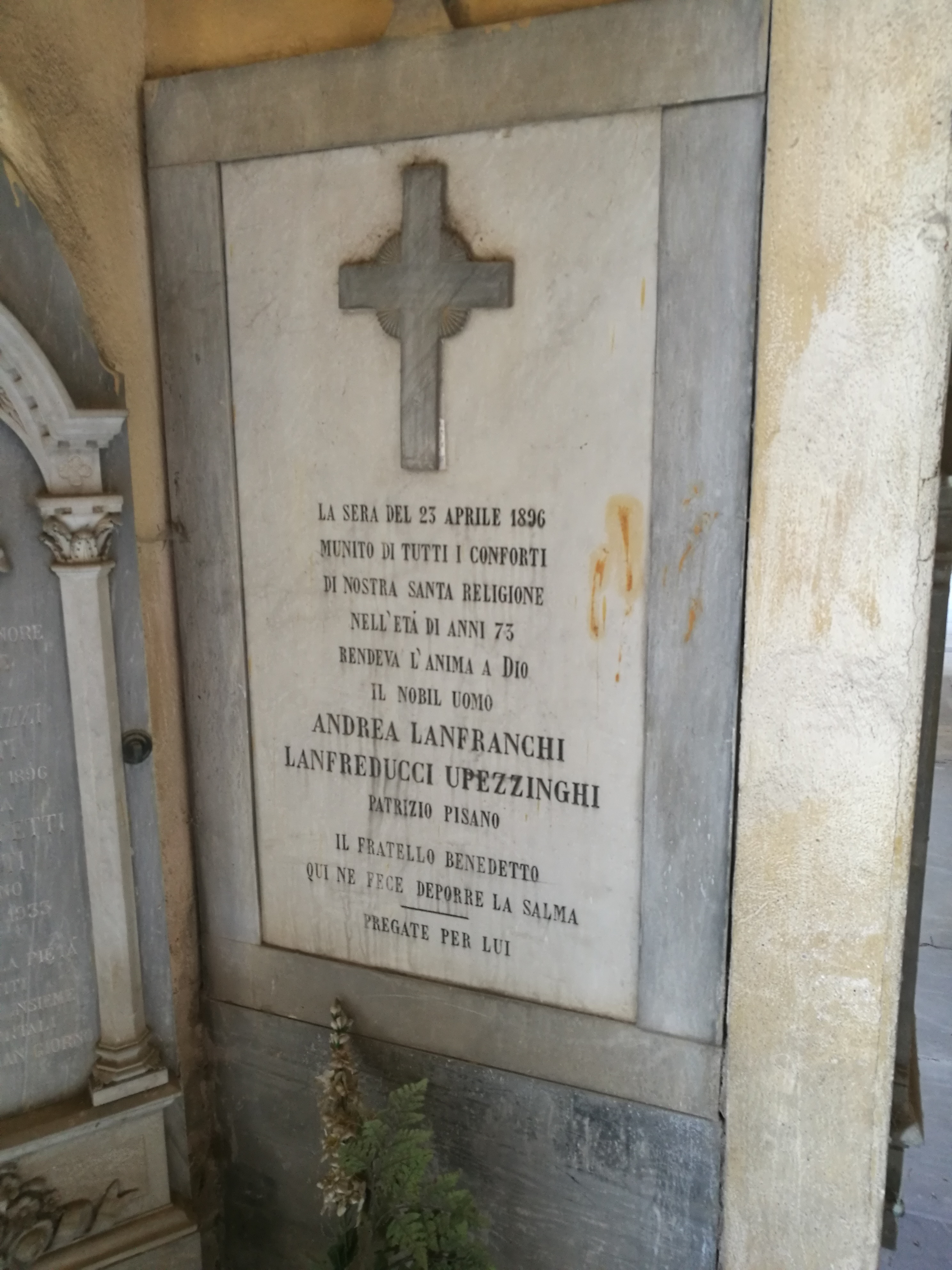
Lapide di Andrea Lanfranchi Lanfreducci Upezzinghi nel Cimitero Suburbano di Pisa

Lo stemma è uno scudo con fondo in oro con aquila di nero, coronata del campo. 
Su Upezzingo Upezzinghi il grande filologo e dantista Rudolf Borchardt nel 1911 scrisse un'opera intitolata Alpenübergang, che nelle intenti dell'autore doveva essere un prologo - pubblicato nel 1936 in Dramen - di Staufer, opera mai finita.

### Rami principale e cadetto
Nel XIII secolo la famiglia di divise in due rami:
Il ramo pisano sopravvissuto fino al 1768, quando morì Jacopo di Giovan Francesco degli Upezzinghi, cavaliere di Santo Stefano. Il cognome e l'eredità della famiglia vennero raccolti da Andrea Lanfranchi Lanfreducci, figlio di Margherita degli Upezzinghi, che diede origine ai Lanfranchi Lanfreducci Upezzinghi, estinti nel 1899. Tuttavia uno Jacopo Upezzinghi celibe e nato nel 1788 appare ancora nel censimento di Pisa del 1841 nella parrocchia di San Martino in Kinseca.
Il ramo emigrato in Sicilia, che originò gli Opezzinga baroni di Palazzo Adriano e conti di Villalta, si estinse nel 1769 con la morte del conte Ottavio Opezzinga.